# Руське (Білогірський район)
Ру́ське (до 1948 року — Уру́с-Коджа́, крим. Urus Qoca, рос. Русское) — село в Україні, у Білогірському районі Автономної Республіки Крим. Підпорядковане Багатівській сільській раді. Населення становить 196 осіб.
У 2023 році у проєкті Постанови Верховної Ради України «Про перейменування деяких населених пунктів Автономної Республіки Крим» село запропоновано перейменувати на Коджа.

## Населення
Згідно з переписом УРСР 1989 року чисельність наявного населення села становила 185 осіб, з яких 86 чоловіків та 99 жінок.
За переписом населення України 2001 року в селі мешкали 192 особи.

### Мова
Розподіл населення за рідною мовою за даними перепису 2001 року:
| Мова              | Відсоток |
| ----------------- | -------- |
| кримськотатарська | 52,04 %  |
| російська         | 41,33 %  |
| українська        | 6,63 %   |